# Bing Noticias
Bing Noticias (anteriormente Live Search Noticias) es parte del motor de búsqueda Bing de Microsoft. Es un motor de búsqueda y agregador específicamente para artículos de noticias a través de una variedad de confianza y fuentes de noticias de internet, incluidos New York Times, Washington Post y Reuters.

## Características
Los titulares de noticias de diversas fuentes son agregados y clasifican en secciones para los usuarios, que incluyen artículos más destacados y específicos de la categoría de artículos tales como negocios, política o entretenimiento. Cuando proceda, el título para romper noticias es claramente identificados y visible en el panel superior de la página. Dependiendo de ubicación del usuario, localizadas noticias están disponibles en el panel derecho de la página para cada uno de los Estados en los Estados Unidos. Contenido multimedia también se incorporan en las páginas de noticias, incluyendo imágenes y vídeos con miniaturas de inteligente-propuesta similares a Bing Videos.
Bing Noticias también permiten a los usuarios escribir en un término de búsqueda para buscar a través de un archivo de artículos de noticias que son relevantes para la consulta de búsqueda. Además, el panel derecho de la página de resultados de búsqueda también permite a los usuarios refinar sus resultados por categoría y ubicación, o buscar con un término de búsqueda relacionados alternativos.
El 24 de abril de 2008, Microsoft ha agregado que RSS de apoyo para la suscripción a un resultados categoría o búsqueda de noticias específicas.